# Nuclear-Free Future Award
 (juillet 2021).
Le Nuclear-Free Future Award (Prix de l'avenir sans nucléaire) est décerné par la Fondation Franz Moll (Franz-Moll-Stiftung für die kommenden Generationen). Fondé à la suite de l’Assemblée mondiale sur l’uranium réunie à Salzbourg en Autriche en 1992, il est remis depuis 1998 à des personnes ou des organisations ayant œuvré pour un monde sans nucléaire.

## Lauréats
- 2025 : New York (États-Unis)
  - Opposition : S.P. Udayakumar, Inde
  - Éducation : Márcia Gomes de Oliveira et Norbert Suchanek, Brésil
  - Solutions : Edwick Madzimure, Zimbabwe
  - Prix pour l'ensemble de sa carrière : Joanna Macy, États-Unis
  - Prix pour l'ensemble de sa carrière (posthume) : Klee Benally, États-Unis
- 2024 : annulé
- 2023 : New York (États-Unis)
  - Benetick Kabua Maddison, États-Unis
  - Tina Cordova, États-Unis
  - Hinamoeura Morgant-Cross, Polynésie Française
  - Prix pour l'ensemble de sa carrière (posthume) : Daniel Ellsberg, États-Unis
- 2022 (en ligne) :
  - Opposition : Anthony Lyamunda, Tanzanie
  - Éducation : Libbe HaLevy,  États-Unis
  - Solutions : Malte Göttsche, Allemagne
  - Prix d'honneur (Lifetime Achievement) : Irmgard Gietl, Allemagne
  - Prix d'honneur (Special Recognition) : Cécile Lecomte, France
- 2020 (en ligne) :
  - Opposition : Fedor Maryasov et Andrey Talevlin, Russie
  - Éducation : Felice Cohen-Joppa et Jack Cohen-Joppa, États-Unis
  - Solutions : Ray Acheson, Etats-Unis
  - Prix pour l'ensemble de sa carrière : Deb Haaland, États-Unis
- 2018 : Salzbourg (Autriche)
  - Opposition : Jeffrey Lee, Australie
  - Éducation : Karipbek Kuyukov, Kazakhstan
  - Solutions : Linda Walker, Royaume-Uni
  - Prix pour l'ensemble de sa carrière : Peter Weish, Autriche
  - Prix pour l'ensemble de leur carrière : Didier Anger et Paulette Anger, France
- 2017 : Bâle (Suisse)
  - Opposition : Almoustapha Alcahen, Niger
  - Éducation : Janine Allis-Smith et Martin Grant Forwood, Royaume-Uni
  - Solutions : Hiromichi Umebayashi, Japon
  - Prix pour l'ensemble de ses réalisations : Jochen Stay, Allemagne
  - Prix pour l'ensemble de leurs réalisations : The Dedicated of Switzerland’s Anti-Nuke Movement, Suisse
- 2016 : Johannesburg (Afrique du Sud)
  - Opposition : Arif Ali Cangi, Turquie
  - Éducation : Bruno Chareyron, France
  - Solutions : Samson Tsegaye Lemma, Éthiopie
  - Prix pour l'ensemble de leurs réalisations : Susi Snyder et Campagne internationale pour l'abolition des armes nucléaires (ICAN),
  - Prix pour l'ensemble de ses réalisations : Alfred Manyanyata Sepepe, Afrique du Sud
- 2015 : Washington D.C. (Etats-Unis)
  - Opposition : Megan Rice, Michael R. Walli and Gregory I. Boertje-Obed, États-Unis
  - Éducation : Cornelia Hesse-Honegger, Suisse
  - Solutions : Tony de Brum, Îles Marshall
  - Prix pour l'ensemble de leurs réalisations : Jeunesse Cree de Mistissini, Canada
  - Prix pour l'ensemble de ses réalisations : Alexander Kmentt, Autriche
- 2014 : Munich (Allemagne)
  - Opposition : Golden Misabiko, République démocratique du Congo
  - Éducation : Aileen Mioko Smith, Japon
  - Solutions : Joseph Laissin Mailong, Cameroun
  - pour l'ensemble des réalisations : Edmund Lengfelder, Allemagne
  - pour l'ensemble des réalisations : Hans Schuirer, Allemagne
- 2012 : Heiden (Suisse)
  - Opposition : Gabriela Tsukamoto et Movimento Urânio em Nisa Não, Portugal
  - Education : Katsumi Furitsu, Japon
  - Solutions : Yves Marignac, France
  - pour l'ensemble des réalisations : Susan Boos, Suisse
  - pour l'ensemble des réalisations : Sebastian Pflugbeil, Allemagne

- 2011 : Berlin (Allemagne)
  - Opposition : Nadezhda Kutepova et Natalia Manzurova, Russie
  - Education : Barbara Dickmann et Angelica Fell, Allemagne
  - Solutions : Hans Grassmann, Allemagne
  - pour l'ensemble des réalisations : Heinz Stockinger, Autriche
  - Helen Caldicott, Australie
- 2010 : New York (Etats-Unis)
  - Opposition : African Uranium Alliance, Afrique
  - Education : Oleg Bodrov, Russie
  - Solutions : Bruno Barrillot, France
  - pour l'ensemble des réalisations : Martin Sheen, États-Unis
  - pour l'ensemble des réalisations : Henry Red Cloud, États-Unis
- 2008 : Munich (Allemagne)
  - Opposition : Jillian Marsh, Australie[1]
  - Opposition : Manuel Pino, États-Unis[2]
- 2007 : Salzbourg (Autriche)
  - Opposition : Charmaine White Face et Defenders of the Black Hills, États-Unis
  - Éducation : Prof. Siegwart-Horst Günther, Allemagne
  - Solutions : Mayors for Peace (en), Japon
  - pour l'ensemble des réalisations : Freda Meissner-Blau, Autriche
  - pour l'ensemble des réalisations : Prof. Armin Weiss, Allemagne
- 2006 : Window Rock (États-Unis)
  - Opposition : Sun Xiaodi, Chine[3]
  - Éducation : Dr. Gordon Edwards, Canada (pour son engagement pour informer le public canadien sur les dangers de l'extraction de l'uranium)[3]
  - Solutions : Wolfgang Scheffler et Heike Hoedt, Allemagne (pour sa démonstration du Four solaire comme d'une énergie alternative pour les communautés des pays du sud)[3]
  - pour l'ensemble des réalisations : Ed Grothus, États-Unis[3]
  - pour l'ensemble des réalisations : Phil Harrison, Etats-Unis
- 2005 : Oslo (Norvège)
  - Opposition : Motarilavoa Hilda Lini, Vanuatu
  - Solutions : Preben Maegaard, Danemark
  - pour l'ensemble des réalisations : Mathilde Halla, Autriche
  - pour l'ensemble des réalisation : conseil de la tribu des Navajos, représenté par le président Joe Shirley Jr., États-Unis
- 2004 : Jaipur (Inde)
  - Opposition : Jharkandis Organization against Radiation (JOAR,) organisation d'agriculteurs indiens, qui a pris la défense des populations dont la santé était menacée par la centrale nucléaire de Bihar[4]
  - Éducation : Asaf Durakovic, spécialiste américain du nucléaire, fondateur de l'Uranium Medical Research Center, une ONG qui étudie les effets de la contamination par l'uranium[4]
  - Solutions : Jonathan Schell, journaliste, écrivain et pacifiste américain, militant pour le désarmement nucléaire[5]
  - pour l'ensemble des réalisations : Hildegard Breiner, militante écologiste autrichienne, qui a dirigé les protestations contre l'installation nucléaire de Zwentendorf[4]
  - Special Recognition : l'IndianCity Montessori School à Lucknow, Inde, la plus grande école privée au monde, qui milite pour un avenir sans nucléaire[4]

- 2003 : Munich (Allemagne)
  - Discours : Hans-Peter Dürr, physicien allemand
  - Opposition : Soeurs Carol Gilbert, Jackie Hudson et Ardeth Platte (Sacred Earth and Space Plowshares II), Etats-Unis
  - Éducation : Souad Naij Al-Azzawi, géologiste irakienne
  - Solutions : Corbin Harney, Etats-Unis
  - pour l'ensemble des réalisations : Inge Schmitz-Feuerhake, physicienne allemande
- 2002[6]: Saint Pétersbourg (Russie)
  - Opposition : Mordechai Vanunu, scientifique atomiste israélien
  - Education : Ole Kopreitan, Norvège
  - Solutions : Helen Clark, ex-première ministre de la Nouvelle-Zélande
  - pour l'ensemble des réalisations : Alexei Yablokov, Russie et Francis Macy, Etats-Unis
  - pour l'ensemble des réalisations : The Bulletin of the Atomic Scientists, Etats-Unis
- 2001 : Cap de Carnsore (Irlande)
  - Opposition : Kevin Buzzacott, Australie
  - Éducation : Kenji Higuchi, Japon
  - Solutions : Hans-Josef Fell, politicien allemand
  - pour l'ensemble des réalisations : Solange Fernex, femme politique française
  - pour l'ensemble des réalisations : David Lowry, Royaume-Uni
- 2000 : Berlin (Allemagne)
  - Opposition : Eugène Bourgeois, Normand de la Chevrotière et Robert McKenzie
  - Éducation : Yuri I. Kuidin (posthum)
  - Solutions : The Barefoot College of Tilonia, Inde
  - pour l'ensemble des réalisations : Klaus Traube, Allemagne
- 1999 : Los Alamos (Etats-Unis)
  - Opposition : Grace Thorpe et Dorothy Purley, Etats-Unis
  - Éducation : Lydia Popova, Russie
  - Solutions : Ursula Sladek et Michael Sladek, Allemagne
  - pour l'ensemble des réalisations : Stewart Udall, Etats-Unis
- 1998 : Salzbourg (Autriche)
  - Opposition : Yvonne Margarula, Australie
  - Éducation : Raúl Montenegro, Argentine
  - Solutions : Harendra Nath Sharan, Inde
  - pour l'ensemble des réalisations : Maisie Shiell, Canada